# Chiesa di San Cristoforo (Amandola)
La Chiesa di San Cristoforo era una chiesa situata nella piazza principale di San Cristoforo Amandolese.
La chiesa dal 1975 era sotto il controllo della Chiesa di Santa Maria della Meta situata nella frazione di Taccarelli.

## Storia
La chiesa fu originariamente fondata nella seconda metà del XV secolo, ma la struttura originaria fu modificata più volte nel corso degli anni, l’ultima volta nel 1860. Tra il 2016 e il 2017 ci furono diverse serie di terremoti, che portarono la chiesa a diventare inagibile.
Nel 2018, viste le elevate spese per la riparazione, fu presa la decisione di demolire l'edificio.